# Conrad-Charles-Frédéric d'Andlau de Birseck
Pour les autres membres de la famille, voir Maison d'Andlau.
Conrad-Charles-Frédéric, comte d'Andlau de Birseck (né le 25 décembre 1766 à Arlesheim  et mort le 15 octobre 1839 à Fribourg-en-Brisgau) est une personnalité politique suisse.

## Biographie
Fils de François-Charles d'Andlau, il entra dans la carrière militaire en 1780. En 1788, il devint assesseur au conseil aulique à Porrentruy, puis conseiller d'État.
Il est président du gouvernement à Fribourg-en-Brisgau, ambassadeur extraordinaire à Paris en 1809 et 1810 et ministre de l'Intérieur de 1810 à 1813. Il est gouverneur général des Alliés pour la Franche-Comté, le département des Vosges et la principauté de Porrentruy en 1814.